# Dub FX
 (août 2009).
Si vous disposez d'ouvrages ou d'articles de référence ou si vous connaissez des sites web de qualité traitant du thème abordé ici, merci de compléter l'article en donnant les références utiles à sa vérifiabilité et en les liant à la section « Notes et références ».
 (octobre 2024).
La mise en forme du texte ne suit pas les recommandations de Wikipédia : il faut le « wikifier ».
Les points d'amélioration suivants sont les cas les plus fréquents. Le détail des points à revoir est peut-être précisé sur la page de discussion.
- Les titres sont pré-formatés par le logiciel. Ils ne sont ni en capitales, ni en gras.
- Le texte ne doit pas être écrit en capitales (les noms de famille non plus), ni en gras, ni en italique, ni en « petit »…
- Le gras n'est utilisé que pour surligner le titre de l'article dans l'introduction, une seule fois.
- L'italique est rarement utilisé : mots en langue étrangère, titres d'œuvres, noms de bateaux, etc.
- Les citations ne sont pas en italique mais en corps de texte normal. Elles sont entourées par des guillemets français : « et ».
- Les listes à puces sont à éviter, des paragraphes rédigés étant largement préférés. Les tableaux sont à réserver à la présentation de données structurées (résultats, etc.).
- Les appels de note de bas de page (petits chiffres en exposant, introduits par l'outil «  Source ») sont à placer entre la fin de phrase et le point final[comme ça].
- Les liens internes (vers d'autres articles de Wikipédia) sont à choisir avec parcimonie. Créez des liens vers des articles approfondissant le sujet. Les termes génériques sans rapport avec le sujet sont à éviter, ainsi que les répétitions de liens vers un même terme.
- Les liens externes sont à placer uniquement dans une section « Liens externes », à la fin de l'article. Ces liens sont à choisir avec parcimonie suivant les règles définies. Si un lien sert de source à l'article, son insertion dans le texte est à faire par les notes de bas de page.
- La présentation des références doit suivre les conventions bibliographiques. Il est recommandé d'utiliser les modèles {{Ouvrage}}, {{Chapitre}}, {{Article}}, {{Lien web}} et/ou {{Bibliographie}}. Le mode d'édition visuel peut mettre en forme automatiquement les références.
- Insérer une infobox (cadre d'informations à droite) n'est pas obligatoire pour parachever la mise en page.

Pour une aide détaillée, merci de consulter Aide:Wikification.
Si vous pensez que ces points ont été résolus, vous pouvez retirer ce bandeau et améliorer la mise en forme d'un autre article.
Benjamin Stanford, dit Dub FX (aussi orthographié Dub Fx ou DubFx), est un artiste de musique beat box/dub/psychédélique/trip hop australien originaire de St Kilda, Melbourne. Il s'est fait connaître en se produisant seul dans les rues des grandes villes, principalement en Europe. Il enregistre tour à tour une multitude de sons différents, avec sa voix puis les agence et les modifie à l'aide d'une pédale d'effets (loop station).

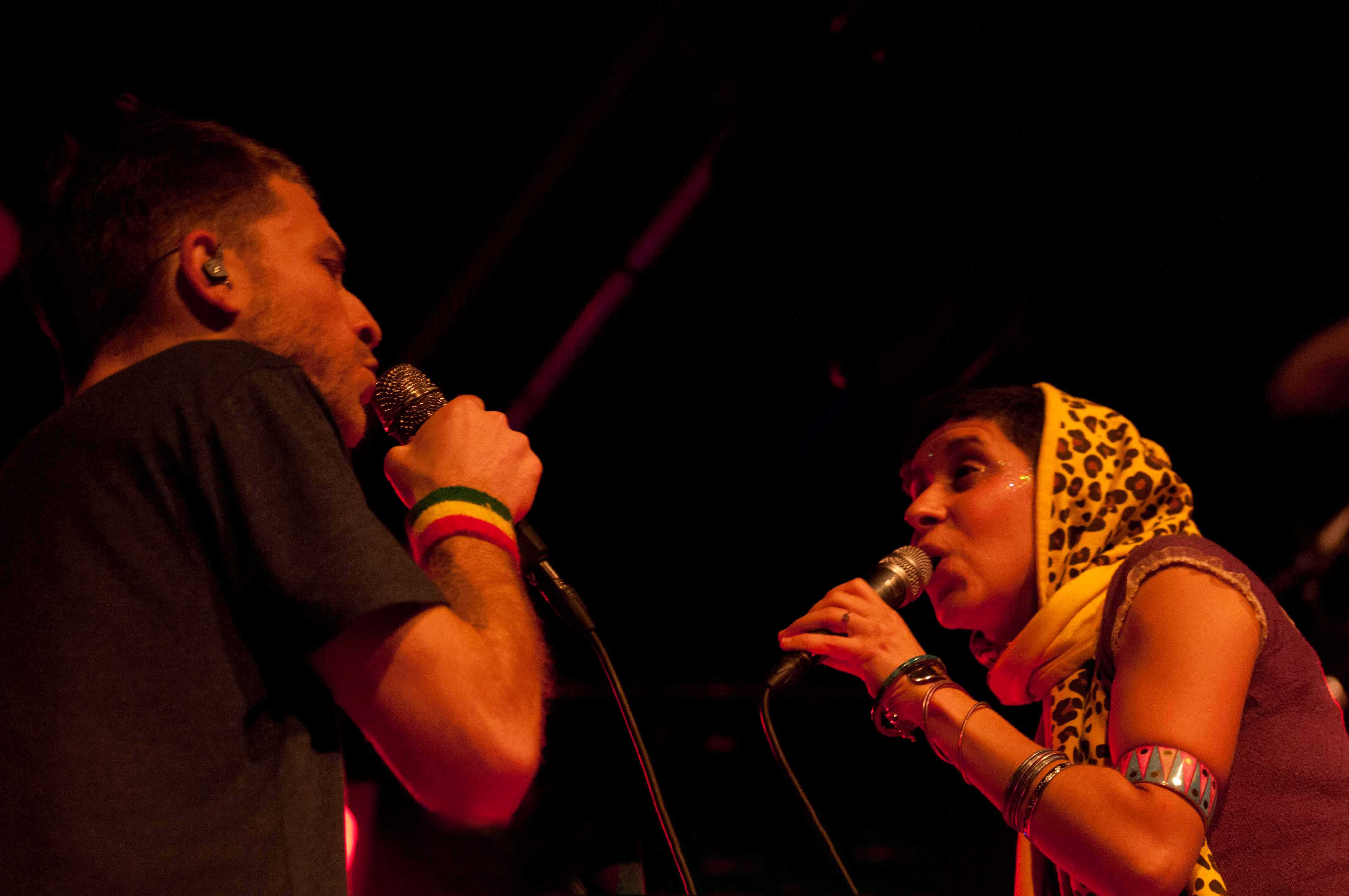

À ses débuts il travaille avec sa partenaire et fiancée « Flower Fairy » et son meilleur ami Cade avec qui il voyage et se produit. Il collabore aussi avec d'autres artistes tels que M. Woodnote, un saxophoniste, qui l'accompagne sur quelques morceaux.
Dub Fx déclare être totalement indépendant en utilisant uniquement le bouche à oreille, les réseaux sociaux et ses représentations en « live » pour se faire connaître. De plus il utilise des « samples » libres.
Dans un but promotionnel il est dit que « tous les sons présents sur cet album ont été créés par la voix en utilisant une pédale de boucle et d'effet Boss. » Il utilise une GT10B FX Processor, une RC-50 Loop Station, une pédale SYB5 et une Boss RC-505.
Ses textes à la fois littéralement et métaphoriquement abordent des événements du monde contemporain tout en suggérant la révolution organique à travers la détermination, l'épanouissement personnel et l'engagement. Il écrit des paroles « qui lui tiennent à cœur »
Il a fait différentes apparitions en France dont Orléans, Lille et Montpellier. Il était également présent au festival Garorock 2015.